# Municipio de Franklin (condado de Union)
El municipio de Franklin (en inglés: Franklin Township) es un municipio ubicado en el condado de Union en el estado estadounidense de Arkansas. En el año 2010 tenía una población de 2184 habitantes y una densidad poblacional de 11,8 personas por km².

## Geografía
El municipio de Franklin se encuentra ubicado en las coordenadas 33°16′18″N 92°32′39″O / 33.27167, -92.54417. Según la Oficina del Censo de los Estados Unidos, el municipio tiene una superficie total de 185.07 km², de la cual 180,19 km² corresponden a tierra firme y (2,64 %) 4,88 km² es agua.

## Demografía
Según el censo de 2010, había 2184 personas residiendo en el municipio de Franklin. La densidad de población era de 11,8 hab./km². De los 2184 habitantes, el municipio de Franklin estaba compuesto por el 82,28 % blancos, el 15,52 % eran afroamericanos, el 0,32 % eran amerindios, el 0,05 % eran isleños del Pacífico, el 0,41 % eran de otras razas y el 1,42 % eran de una mezcla de razas. Del total de la población el 1,28 % eran hispanos o latinos de cualquier raza.